# Damarzyk mocny

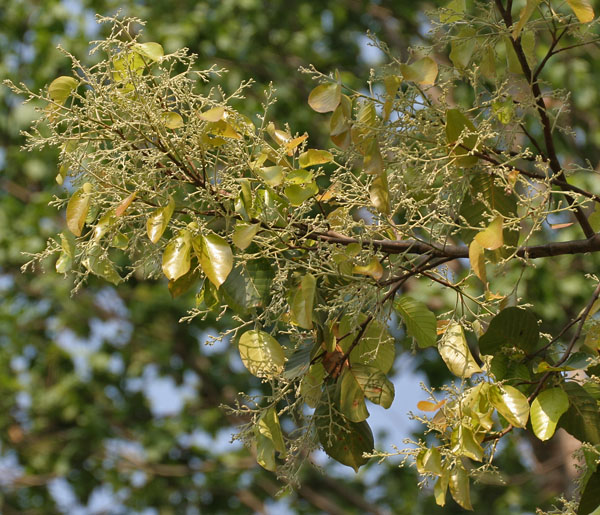
Młode liście i pąki kwiatowe

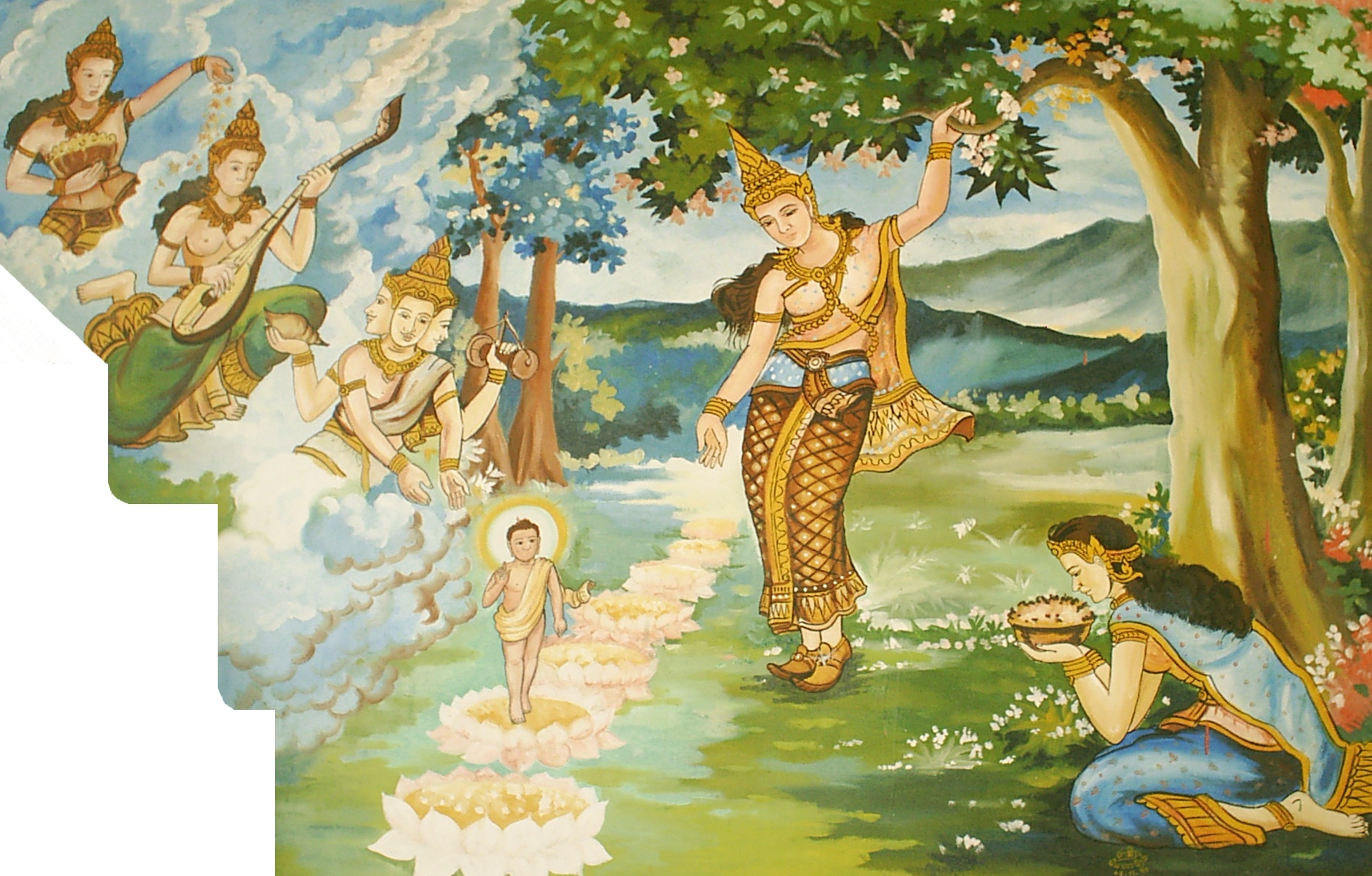
Królowa Māyā rodząca Buddę

Damarzyk mocny, sal (Shorea robusta, sanskryt: śala, hindi: sal) – wysokie drzewo z rodziny dwuskrzydłowatych (Dipterocarpaceae) występujące głównie na południowych stokach Himalajów. Na obszarze występowania często dominuje w lasach. Osiąga wysokość do 35 m. Na suchych obszarach zrzuca liście w okresie od lutego do kwietnia, w regionach bardziej wilgotnych drzewo wiecznie zielone. Drobne białawe kwiaty, okres kwitnienia: kwiecień-maj.

## Zastosowanie
- Drewno jest cenionym budulcem[5].
- Żywica wykorzystywana jest w ajurwedzie[6]. Używana jest również jako kadzidło podczas obrzędów hinduistycznych.
- Z nasion produkuje się olej napędowy[7].

## Znaczenie w kulturze
- Śala w sztuce indyjskiej

Częstym motywem w starożytnej rzeźbie indyjskiej jest tzw. śalabhandźika – nimfa jakszi dotykająca dłonią kwitnącej gałęzi drzewa śala, zaś stopą jego korzeni.
- Znaczenie w buddyzmie

W tradycji buddyjskiej pod drzewem sal miał narodzić się Budda, w tekstach starożytnych drzewo Shorea robusta często bywa mylone z Saraca indica (aśoką).
- Znaczenie w hinduizmie
- W hinduizmie drzewo związane z kultem Wisznu[10].
- Dla bengalskiego ludu Santalów drzewo Sal (Shorea robusta, Sari Sarjom) stanowi obiekt kultu. Umieszczane jest w centrum ich świętych gajów[11].